# Hamdi Marzouki
Hamdi Marzouki (Mégrine, 23 gennaio 1977) è un ex calciatore tunisino, di ruolo difensore.